# Lübecker Rat 1846 und 1847

Der Rat der Freien und Hansestadt Lübeck als Kabinett in den Jahren 1846 und 1847, vor dem Revolutionsjahr 1848, mit Amtszeiten und den berufsständischen Korporationen seiner Mitglieder. Der ihm  folgende Lübecker Senat 1848 markiert die Umstellung von der mittelalterlichen und frühneuzeitlichen Ratsverfassung, niedergelegt im Bürgerrezess des Jahres 1669, zur Senatsverfassung des 19. Jahrhunderts, die mit Modifikationen bis zum Ende des Ersten Weltkrieges Bestand hatte.

## Bürgermeister
- Christian Nicolaus von Evers, seit 1825, Ratsherr seit 1809, Zirkelgesellschaft
- Thomas Günther Wunderlich, seit 1833, Ratsherr seit 1810, Kaufleutekompagnie
- Bernhard Heinrich Frister, seit 1833, Ratsherr seit 1821, Ratssekretär 1806
- Johann Joachim Friedrich Torkuhl, seit 1845, Ratsherr seit 1824, Jurist

## Ratsherren
- Ludwig Müller, seit 1818, Nowgorodfahrer
- Matthias Sievers, seit 1825, Ratssekretär 1817
- Johann Heinrich Schröder, seit 1826, Schonenfahrer
- Johann Heinrich Gaedertz, seit 1827, Kaufleutekompagnie
- Christian Ernst Friedrich Weber, seit 1830, Kaufleutekompagnie
- Jacob Behrens, seit 1833, Kaufleutekompagnie
- Karl Ludwig Roeck, seit 1833, Ratssekretär 1814
- Friedrich Matthias Jacobus Claudius, seit 1833, Jurist
- Georg Heinrich Nölting, seit 1835, Stockholmfahrer
- Heinrich Brehmer, seit 1836, Jurist
- Joachim Friedrich Krüger, seit 1839, Schonenfahrer. Ausgetreten 21. Januar 1846.
- Georg Christian Tegtmeyer, seit 1839, Schonenfahrer
- Daniel Heinrich Heyke, seit 1840, Rigafahrer
- Hermann Carl Dittmer, seit 1841, Krämerkompagnie, Schonenfahrer, Nowgorodfahrer, Schonenfahrer
- Hermann Wilhelm Hach, seit 1845, Jurist
- Johann Daniel Eschenburg, seit 1846, Nowgorodfahrer
- Theodor Curtius, seit 1846, Jurist

## Syndici
- Carl Georg Curtius, seit 1801, seit 1802 Erster Syndicus
- Heinrich von der Hude, seit 1844
- Peter Ludwig Elder, seit 1844